# In the Aftermath
In the Aftermath (també coneguda com In the Aftermath: Angels Never Sleep) és una pel·lícula independent de 1988 dirigida per Carl Colpaert, i publicat per New World International. La pel·lícula destaca per estar basada en, a més d'utilitzar imatges de l'OVA de Mamoru Oshii de 1985, Angel's Egg.

## Trama
Un àngel que alleta un ou gran és enviat a una terra irradiada, amb ordres de veure si la humanitat es pot salvar. A la terra, dos soldats supervivents, Frank i Goose, buscaven subministraments, oxigen i aigua. Els dos resulten ferits durant un enfrontament amb un carronyer, i Goose és disparat i assassinat. Mentre Frank lluita per sobreviure, l'àngel se li apareix en una visió, mentre ella lluita amb les conseqüències d'utilitzar el seu poder per rescatar una raça humana que potser no mereix ser salvada.

## Producció
In the Aftermath es va rodar amb un pressupost reduït i va utilitzar segments d'acció en directe per combinar-lo amb imatges d'Angel's Egg, que l'estudi va adquirir en un paquet de distribució, i va acabar pagant molt poc pels drets d'autor. Ni el director Colpaert ni el productor Tom Dugan van entendre la pel·lícula original, qualificant-la d'"incomprensible" i van optar per rodar segments d'acció en directe per tal que tingués més sentit per al públic.
La tripulació i els actors que treballaven en els segments d'acció en directe no tenien ni idea de com es tallarien les seves imatges i se'ls va donar molt poca direcció.
Les parts en directe de la pel·lícula es van rodar a Fontana (Califòrnia).

## Llançament
Tot i que la pel·lícula s'ha fet a partir de l'èxit en distribució en VHS la pel·lícula només es va estrenar en vídeo al Regne Unit el 1988. In the Aftermath també va tenir una limitada distribució en sales a Austràlia el 1988.
El 2019, In the Aftermath fou estrenada en Blu-ray amb un nou escaneig de 2K d'Arrow Video.